# Sojoez TMA-12
Sojoez TMA-12 (Russisch: Союз ТМА-12) was een Sojoez missie naar het International Space Station (ISS) gelanceerd door een Sojoez FG raket. Het was een menselijke missie om personeel van en naar het ISS te vervoeren. De missie begon op 8 april 2007 om 11:16:00 UTC toen het ruimtevoertuig werd gelanceerd van LC-1 op Baikonoer Kosmodroom. De Sojoez bleef aan het ISS gekoppeld omdat het diende als een reddingsschip. De terugkeer naar de aarde vond plaats in de nacht van 23 op 24 oktober 2008 wanneer het is vervangen door een Sojoez TMA-13.

## Crew

### Bemanning ISS Expeditie 17
- Sergej Volkov (1) commandant -  Rusland
- Oleg Kononenko (1) vluchtingenieur -  Rusland

### Wordt gelanceerd
- Yi So-yeon (1), onderzoeker-astronaut -  Zuid-Korea

### Zal landen
- Richard Garriott - ruimtetoerist  Verenigde Staten

## Reservebemanning
- Maksim Surajev  , commandant -  Rusland
- Oleg Skripotsjka, vluchtingenieur -  Verenigde Staten
- Ko San, onderzoeker-astronaut -  Zuid-Korea